# 林上砥
林上砥，字吉士，福建福州永泰县嵩口人，清朝政治人物。同進士出身。

## 生平
道光十三年（1833年）癸巳科進士，任山东清平县知县。